# Mongua

Localização de Mongua no departamento de Boyacá.

Mongua é um município no departamento de Boyacá, na Colômbia.